# Walton (Suffolk)
Walton is een gehucht in de civil parish Felixstowe in het Engelse graafschap Suffolk. Walton komt in het Domesday Book (1086) voor als 'Waletuna'. Het inwonertal werd destijds vastgesteld op 19 huishoudens. Het landhuis 'Walton Hall', waarvan de oudste delen uit de achttiende eeuw stammen, staat op de Britse monumentenlijst.